# 光る女
『光る女』（ひかるおんな）は、小檜山博の小説、またそれを原作とした1987年10月24日公開の日本映画である。小説は、第17回北海道新聞文学賞および第11回泉鏡花文学賞受賞作である。

## あらすじ
大男・松波仙作は北海道の山奥から婚約者・栗子を探すべく上京してきたが、どこへ行けばよいかわからず、ごみの埋め立て地へ迷い込んできた。彼は埋立地のごみ山の頂上でピアノの伴奏に合わせて美女が歌っているのに気付いた。
仙作はピアノを弾いていた男・尻内が栗子の手がかりを知っているという話を聞き、彼の誘いでデスマッチ・クラブ「クラブ・ジョコンダ」へ足を運ぶことになった。デスマッチクラブで働き出した仙作は栗子との再会をかなえるが、彼女は北海道へ帰ることを拒絶した。

## キャスト
- 松波仙作：武藤敬司
- 小山芳乃：秋吉満ちる
- 桜栗子：安田成美
- 赤沼：出門英
- 尻内：すまけい
- ヒロシ：児玉茂
- 赤沼光一：伊勢将人
- ママ：中原ひとみ
- バスの運転手：レオナルド熊
- 伊達三郎
- 柴田理恵
- ブライアン・アダムス
- 白川和子
- 寺田農
- 長塚京三
- 下川辰平
- 大林隆介
- 井田弘樹
- 山梨ハナ

ほか

## スタッフ
- 監督：相米慎二
- 原作：小檜山博
- 脚本：田中陽造
- 撮影：長沼六男
- 照明：熊谷秀夫
- 美術：小川富美夫
- 録音アドバイザー：紅谷愃一
- 録音：中野俊夫
- 編集：鈴木晄
- 音楽：三枝成章
- 歌唱：常森寿子
- プロデューサー：伊地智啓、山本勉
- 協力：東亜国内航空、サントリーホール、新日本プロレスリング
- 製作者：羽佐間重彰、大川功、矢内廣、山本洋、入江雄三、宮坂進
- 企画：宮坂進、佐藤正大
- 製作：ヤングシネマ’85共同事業体（ぴあ基金[1]、フジテレビジョン、電通）、大映、ディレクターズ・カンパニー
- 配給：東宝
- 上映時間：118分

## 受賞
- 第11回日本アカデミー賞（最優秀編集賞、優秀音楽賞 - 三枝成章、新人俳優賞 - 秋吉満ちる）[2]
- 第61回キネマ旬報ベスト・テン（新人女優賞 - 秋吉満ちる）

## エピソード
- 当初オーディションで仙作役の大男を探す予定だったが見つからず、プロレスラー[3]に頼もうと監督らスタッフが新日本プロレスに観戦しに来た際、当時売り出し中だった武藤敬司の容姿を見て役柄にぴったりのイメージだった事で主演に抜擢された。
  - 当時学生であった髙嶋政宏も、父である高島忠夫が解説を務める『ゴールデン洋画劇場』の番組中に本作品の主演公募を放送していたことから、忠夫の推薦を受けてオーディションに参加し、相米とも意気投合していたが華奢であるという理由で落選した[4]。
- 『台風クラブ』の東京国際映画祭の報奨金で制作が始まった作品であり、他に大映が出資、配給は東宝であった。